# Championnat d'Écosse de football 1927-1928
Navigation
Édition précédente Édition suivante
La 38e édition du championnat d'Écosse de football est remportée par les Rangers FC. C’est le seizième titre de champion du club de Glasgow. Les Rangers  gagnent avec cinq points d’avance sur le Celtic FC. Motherwell FC complète le podium.
Les Rangers réalisent aussi le doublé Coupe/Championnat en remportant la Coupe d'Écosse de football.
Le système de promotion/relégation reste en place: descente et montée automatique, sans matchs de barrage pour les deux derniers de première division et les deux premiers de deuxième division. Dundee United et Greenock Morton descendent en deuxième division. Ils sont remplacés pour la saison 1927/28 par Raith Rovers et Bo'ness FC. C’est la toute première apparition de ce club dans l’élite du football écossais ; ce sera aussi sa seule participation à la première division.
Avec 47 buts marqués en 38 matchs,  Jimmy McGrory du Celtic FC remporte pour la deuxième fois consécutive le titre de meilleur buteur du championnat.

## Les clubs de l'édition 1927-1928
| Club                               | Ville           |
| ---------------------------------- | --------------- |
| Aberdeen Football Club             | Aberdeen        |
| Airdrieonians Football Club        | Airdrie         |
| Bo'ness Football Club              | Borrowstounness |
| Celtic Football Club               | Glasgow         |
| Clyde Football Club                | Glasgow         |
| Cowdenbeath Football Club          | Cowdenbeath     |
| Dundee Football Club               | Dundee          |
| Dunfermline Athletic Football Club | Dunfermline     |
| Falkirk Football Club              | Falkirk         |
| Hamilton Academical Football Club  | Hamilton        |
| Heart of Midlothian Football Club  | Édimbourg       |
| Hibernian Football Club            | Leith           |
| Kilmarnock Football Club           | Kilmarnock      |
| Motherwell Football Club           | Motherwell      |
| Partick Thistle Football Club      | Glasgow         |
| Queen's Park Football Club         | Glasgow         |
| Raith Rovers Football Club         | Kirkcaldy       |
| Rangers Football Club              | Glasgow         |
| Saint Johnstone Football Club      | Perth           |
| Saint Mirren Football Club         | Paisley         |

## Compétition

### Classement
Le classement est établi sur le barème de points classique (victoire à 2 points, match nul à 1, défaite à 0).
| Rang | Équipe               | Pts | J  | G  | N  | P  | Bp  | Bc  | Diff |
| ---- | -------------------- | --- | -- | -- | -- | -- | --- | --- | ---- |
| 1    | Rangers FC T C       | 60  | 38 | 26 | 8  | 4  | 109 | 36  | +73  |
| 2    | Celtic FC            | 55  | 38 | 23 | 9  | 6  | 93  | 39  | +54  |
| 3    | Motherwell FC        | 55  | 38 | 23 | 9  | 6  | 92  | 46  | +46  |
| 4    | Heart of Midlothian  | 47  | 38 | 20 | 7  | 11 | 89  | 50  | +39  |
| 5    | Saint Mirren         | 44  | 38 | 18 | 8  | 12 | 77  | 76  | +1   |
| 6    | Partick Thistle FC   | 43  | 38 | 18 | 7  | 13 | 85  | 67  | +18  |
| 7    | Aberdeen FC          | 43  | 38 | 19 | 5  | 14 | 71  | 61  | +10  |
| 8    | Kilmarnock FC        | 40  | 38 | 15 | 10 | 13 | 68  | 78  | -10  |
| 9    | Cowdenbeath FC       | 39  | 38 | 16 | 7  | 15 | 66  | 68  | -2   |
| 10   | Falkirk FC           | 37  | 38 | 16 | 5  | 17 | 76  | 69  | +7   |
| 11   | Saint Johnstone      | 36  | 38 | 14 | 8  | 16 | 66  | 67  | -1   |
| 12   | Hibernian FC         | 35  | 38 | 13 | 9  | 16 | 73  | 75  | -2   |
| 13   | Airdrieonians        | 35  | 38 | 12 | 11 | 15 | 59  | 69  | -10  |
| 14   | Dundee FC            | 35  | 38 | 14 | 7  | 17 | 65  | 80  | -15  |
| 15   | Clyde FC             | 31  | 38 | 10 | 11 | 17 | 46  | 72  | -26  |
| 16   | Queen's Park FC      | 30  | 38 | 12 | 6  | 20 | 69  | 80  | -11  |
| 17   | Raith Rovers P       | 29  | 38 | 11 | 7  | 20 | 60  | 89  | -29  |
| 18   | Hamilton Academical  | 28  | 38 | 11 | 6  | 21 | 67  | 86  | -19  |
| 19   | Bo'ness FC P         | 26  | 38 | 9  | 8  | 21 | 48  | 86  | -38  |
| 20   | Dunfermline Athletic | 12  | 38 | 4  | 4  | 30 | 41  | 126 | -85  |

| Légende : Qualifications et relégations | Légende : Qualifications et relégations                           |
| --------------------------------------- | ----------------------------------------------------------------- |
|                                         | Champion d'Écosse                                                 |
|                                         | Relégation en deuxième division                                   |
|                                         | T : Tenant du titre C : Vainqueur de la Coupe d'Écosse P : Promus |

## Bilan de la saison
| Tableau d'Honneur                |            |
| Compétition                      | Vainqueur  |
| Championnat d'Écosse de football | Rangers FC |
| Coupe d'Écosse de football       | Rangers FC |

| Promotions et relégations |                                 |
| Promus                    | Ayr United Third Lanark AC      |
| Relégués                  | Bo'ness FC Dunfermline Athletic |

## Statistiques

### Meilleur buteur
1. Jimmy McGrory, Celtic FC, 47 buts